# Julianus (Alexandria)
Julianus († 189) war Bischof von Alexandria. Seine Amtszeit wird auf die Jahre 178 oder 179 bis 189 datiert, damit liegt sie in der Zeit der Herrschaft der Kaiser Mark Aurel und Commodus. Über Julianus ist wenig bekannt; erst mit seinem Nachfolger Demetrius beginnt die Reihe der historisch genauer fassbaren Bischöfe, über die mehr als ihr bloßer Name bekannt ist.
| Vorgänger  | Amt                            | Nachfolger |
| ---------- | ------------------------------ | ---------- |
| Agrippinus | Bischof von Alexandria 178–189 | Demetrius  |

| Personendaten    | Personendaten          |
| ---------------- | ---------------------- |
| NAME             | Julianus               |
| KURZBESCHREIBUNG | Bischof von Alexandria |
| GEBURTSDATUM     | 2. Jahrhundert         |
| STERBEDATUM      | 189                    |